# Nicolae Grigorescu în viața culturală a Bucureștiului (1870-1877)

## Grigorescu în viața culturală a Bucureștiului
În data de 12 iunie 1869 era deja sosit la București de câteva săptămâni,[A] venind din Franța[B] prin Galiția și Moldova. Artistul a poposit un scurt timp în capitala României și a plecat să picteze în zona Rucărului, pe unde a mai fost și în anul 1864 și 1867.[C]
Ajuns la București, Nicolae Grigorescu a găsit o atmosferă total diferită de toate așteptările sale. Întreaga societate era inflamată de reformele pe care Alexandru Ioan Cuza dorea să le legifereze și să le aplice, mai ales în domeniu agrar. Proprietarii de pământuri erau nemulțumiți de legea împroprietăririi țăranilor și ca urmare s-a format Monstruoasa coaliție. Din cauza intrigilor, Cuza a fost nevoit să abdice, locul său fiind luat de un prinț german - Carol de Hohenzollern-Sigmaringen, aflat departe de aspirațiile populare. Au urmat revolte țărănești și greve ale muncitorilor și după desființarea clăcii prin reforma agrară din anul 1864, țărănimea s-a îndreptat spre industrie. Ca urmare a acestor stări de fapt, în arta plastică au apărut din ce în ce mai pregnant desenele satirice care ilustrau activitatea politică a protagoniștilor vremii. Nicolae Grigorescu nu a participat ca factor de opinie la niciun fel de manifestare politică sau socială de acest tip.
Artistul a continuat să creeze o serie de tablouri cu subiecte rustice dintre care s-au remarcat Fata cu ulciorul, Veruța de la Dragoslavele și La amândouă le place jocul. În contemporaneitate a ajuns și lucrarea Bâlciul de la Muzeul de Artă din Brașov, datată în anul 1869. Cu aceasta, pictorul a inaugurat tematica târgurilor și bâlciurilor din opera sa. În toamna anului 1869, Grigorescu s-a îmbolnăvit și a fost tratat de Carol Davila. Din acest moment s-a legat o strânsă prietenie cu Davila, care l-a invitat să locuiască la Cotroceni unde doctorul locuia în calitate de director al Azilului Elena Doamna. Există în acest sens, un peisaj realizat de Grigorescu, care se afla în anul 1962 la Muzeul Simu și care făcea parte din colecția fiicei lui Davila - Elena Petricari. George Oprescu a presupus că una din elevele figurate în lucrare ar fi chiar fiica lui Davilla. Peisajul înfățișează un grup de eleve ale Azilului Elena Doamna plimbându-se printre arborii din curtea stabilimentului.
Nicolae Grigorescu a făcut portretele membrilor familiei Davila: celei de a doua soții a lui Davila - Ana Racoviță și a lui Carol Davila în mai multe variante.[D] S-au mai păstrat timpului portretele copiilor lui Davila și ai Elenei care s-a căsătorit cu generalul Petricari,[E] precum și portretul lui Alexandru Davila, viitorul dramaturg și om de teatru. Portretele lui Petricari și al Elenei au fost pictate în anul 1869.
Boala pictorului a durat multă vreme, artistul hotărând în final să nu mai ia niciun medicament și ca urmare s-a simțit mai bine. Ca mărturie stă scrisoarea pe care i-a adresat-o lui V.A. Urechia în ziua de 24 septembrie 1869, prin care a spus: ...„Au diable les drogues et la maladie !... Vive la santé et les amis![F]” Scrisoarea a fost ilustrată deosebit de hazliu de Grigorescu cu trei desene, două pe prima pagină și unul pe a doua. În prima pagină s-a înfățișat luptând din greu cu spectrul bolii, după care s-a închipuit grăsun de sănătate, pentru ca pe pagina a doua să stea cu jobenul în mână, îngenunchiat în fața a două femei îngeri, simboluri ale artei muzicale. La 4 noiembrie 1869, el era în covalescență. Mărturia este tot o scrisoare adresată de acestă dată Emiliei Guriță, o cumnată a lui Urechia ce era căsătorită cu generalul Nicolae Dona. Prin aceasta, făgăduia Emiliei că va trece s-o vadă cu toate că doctorul l-a sfătuit să stea acasă.
Nicolae Grigorescu a găsit în familia lui V.A. Urechia un mediu în care se preumblau intelectualii acelor timpuri. Urechia era înrudit și foarte bun prieten cu familiile boierești ale Bucureștiului și era un apropiat al unor oameni de litere și savanți. Acolo, Grigorescu a întâlnit o mare parte a societății bucureștene pornind de la scriitori și literați până la medici, militari, politicieni sau gazetari. Artistul a găsit în toată această pleiadă mondenă, prea puține persoane pe care să le considere prieteni adevărați. Unul dintre aceștia era doctorul Dimitrie Grecescu, cel cu care se cunoscuse pe vremea studiilor sale la Paris. El a fost unul dintre intimii lui Grigorescu. Grecescu era o fire jovială, glumeață și onestă, chiar desenase și el în tinerețe luând lecții de la Theodor Aman. Alături de Grecescu se remarcă doctorul Alfred Bernath-Lendway, cel care era asistentul lui Carol Davila la Universitate la cursul de chimie. El era croat la origine și a venit în România în anul 1862 făcând într-un scurt timp o carieră de specialist.

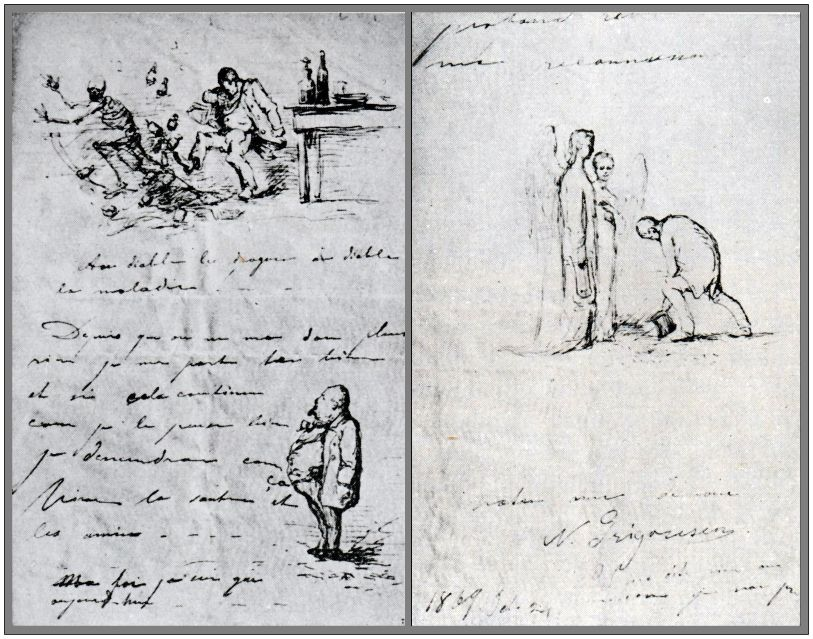
Scrisoarea adresată lui V.A. Urechia din 24 septembrie 1869

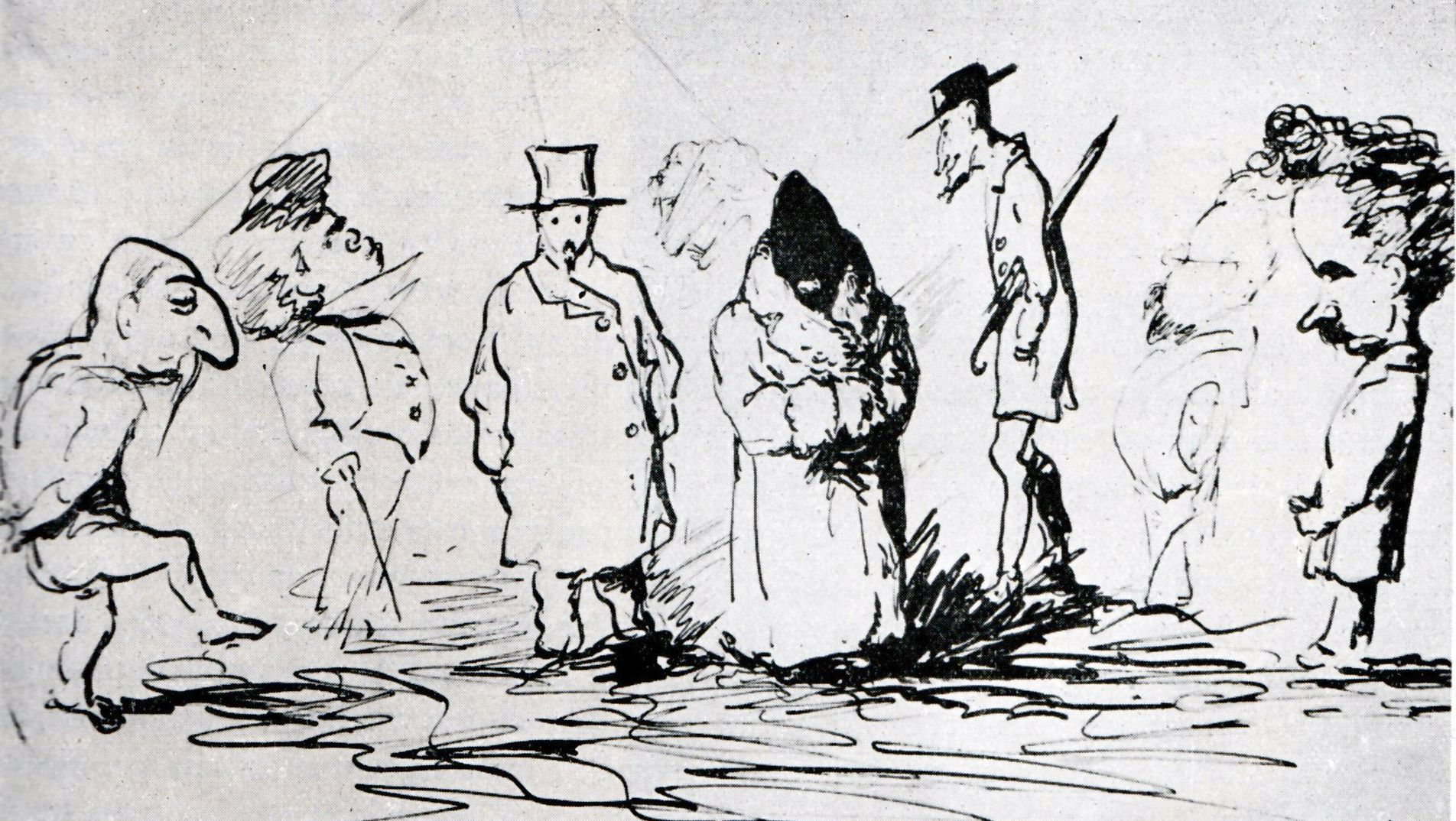
Familiarii Cafenelei Guichard: Nae Bassarabescu, Petru Verussi, Nicolae Grigorescu, Filip Montoreanu, Gheorghe Duca, V.A. Urechia

Boala pe care a avut-o Grigorescu în vara-toamna anului 1869 s-a constituit într-un factor de apropiere între cei trei. Practic s-a constituit un grup autointitulat Trinitatea. Trinitatea a rămas memorabilă prin caricaturile pe care Grigorescu le-a realizat, ca și prin excursiile pe care cei trei le făceau ca expediții de tip botanic sau mineralogic. Evocatoare pentru această perioadă din viața lui Grigorescu este ciclul de caricaturi Trinitatea. Astfel, el  a înfățișat o scenă care sugerează marionete, în care apar obișnuiții unei cafenele de pe Calea Știrbei Vodă - Cafeneaua Guichard. Aceștia erau veniți de curând de la Paris: ziaristul Nae Bassarabescu cu profil de rozător pleșuv, Petru Verussi - pletosul, pe care Grigorescu l-a poreclit Portretistul verosimile, arhitectul Filip Montoreanu îmbrăcat într-o șubă enormă, inginerul Gheorghe Duca - slab ca mortul, ținând la subsuoară o umbrelă și Urechia - solemnul, cu o frunte enormă. Alături de ei apare și Grigorescu cu palton și cilindru (joben).
Revenit la București, după succesele pe care le-a avut la Salonul Oficial de la Paris și la Expoziția Universală din 1867, presa acelor timpuri a consemnat la superlativ un eveniment excepțional. Majoritatea ziarelor au consemnat știrea cu comentarii măgulitoare, episodul cumpărării de Napoleon al III-lea a unui tablou, fiind elementul emoțional principal folosit în impresionarea cititorilor. Au amintit de asemenea și activitatea prodigioasă pe care artistul a desfășurat-o la Agapia, în mod specialː
„De câteva săptămâni se află reîntors la București, d-nul Grigorescu, junele pictor care, după ce a debutat în artă așa de frumos cu depingerea mănăstirii Văratec(sicǃ), peste Milcov, a mers la Paris de și-a terminat studiile. D-nul Grigorescu a avut insignă onoare să i se distingă un tablou de către însuși M.S. Napoleon al III-lea carele se grăbi a-l și cumpăra. Ziarele de belle-arte au vorbit cu laudă de d-nul Grigorescu.”
---Ziarul Adunarea Națională - 1869, iunie 12
Desigur că știrile pozitive apărute în presă despre sosirea pictorului la București au fost de natură să-i facă intrarea în lumea artistică din România. Cu toate acestea, viitorul artistului nu era chiar de bun augur. Statul român era unul sărac, incompetent și foarte zgârcit. Comenzile oficiale în domeniul artei erau practic inexistente. Mai rămâneau doar portretele și rarism câte o lucrare care era cumpărată de amatori. Majoritatea artiștilor care vindeau bine aveau alt statut social. Theodor Aman avea o mare avere personală și în acei ani își ridica o casă somptuoasă. Gheorghe Tattarescu câștigase o mulține de bani de pe urma pictării a numeroase biserici. Carol Popp de Szathmári devenise fotograf și publicase o mulțime de cromolitografii, în care nu a mai rămas aproape nimic din marele său talent de acuarelist. Alți pictori, așa cum a fost Petre Alexandrescu[I] care a devenit negustor la Brăila, au trebuit să accepte să îngroașe rândurile funcționărimii din administrația de stat. Nicolae Grigorescu, presupun istoricii de artă, s-a gândit în această perioadă să urmeze o carieră didactică.[J] Istoricul George Oprescu nu a luat în considerare o asemenea presupunere aducând ca argumente temperamentul artistului și pasiunea acestuia de a picta în plein-air. De altfel chiar Urechia a menționat că: „... plinul de venitoriu talent al dlui Grigorescu să nu se înmormânteze în vreo cancelarie poate a poliției sau în cel mai bun caz în vreo catedră de caligrafie la un oarecare gimnaziu”.

## Relația cu Constantin I. Stăncescu
În analiza exhaustivă pe care George Oprescu a făcut-o asupra vieții și activității lui Nicolae Grigorescu, acesta a menționat intervențiile absolut surprinzătoare pe care Constantin I. Stăncescu le-a făcut în presă pentru susținerea amicului său în fața criticilor de atunci, partizani absoluți ai academismului așa cum era și el însuși. Astfel, Stăncescu a atras atenția în Revista Familia că Grigorescu nu este un pictor „... al cărui merit se poate discuta”, ci unul „... înzestrat cu un profund sentiment al naturii, un desen corect, dar mai cu seamă o culoare atât de adevărată, încât este cineva surprins chiar la fiecare moment că vede natura chiar”. În continuare, el a adăugat:
„... Domnul Grigorescu, ca toți poeții și artiștii mari, se servă de motive neînsemnate ca să producă impresiuni neșterse. Desișul pădurilor și întinsul luciu al apelor staționare, un colț de stâncă sau o turmă care paște, boii ce duc plugul prin făgașele țelinoase sau femeia care toarce în fundul modestei sale căsuțe, iată în general subiectele principale pe care iubește domnul Grigorescu a le trata de preferință. Dar cine nu știe că cu cât motivul ce tratează artistul este mai simplu, cu atât dificultățile ce trebuie a învinge pentru a impune opera sa admirațiunii publice sunt mai mari”.
-- G.(sic) Stăncescu: Scrisori de la București, în Revista Familia, 5 (1869), pag. 549

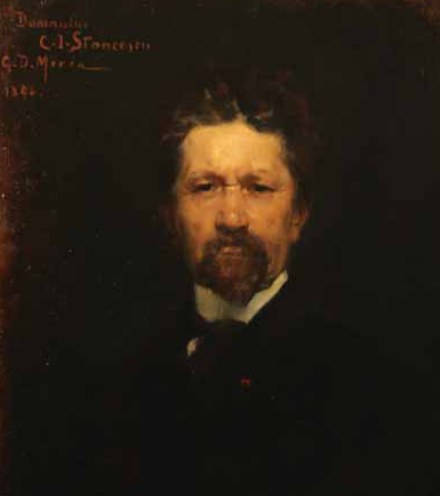
Portretul lui Constantin I. Stăncescu - realizat de George Demetrescu Mirea

Ținând cont că portstindardul oficial al lui Stăncescu era arta devine periculoasă atunci când lingușește pasiunile maselor și de poziția importantă pe care el o deținea în ierarhia învățământului artistic din România, precum și de cercurile unde el decidea valoarea și lipsa ei într-o operă de artă, afirmațiile sale vis-a-vis de arta lui Grigorescu sunt uimitoare mai ales că ele erau contrare propriilor sale opinii. Cert este că, Stăncescu i-a întins o mână de ajutor pictorului român în lupta cu dificultățile pe care le-a întâlnit în contactul cu așa-zisa pătură cultă a Bucureștiului.
Stăncescu și-a dat seama că Grigorescu era un „artist eminamente independinte” și că el nu făcea portrete decât persoanelor pe care le cunoștea suficient de bine și de care-l lega „amiciția și recunoștința”. De aceea din această perioadă de creație a lui au rămas portretele membrilor familiei Davila și Urechia (două ale Zettinei Urechia și două ale Emiliei Dona).
Cu ocazia deschiderii Salonului Oficial din anul 1870, Cosntantin I. Stăncescu s-a simțit obligat de prietenia sa cu artistul să-și expună opiniile în conferința de la Ateneul Român din data de 26 februarie. La Salon au mai participat Theodor Aman cu mai multe compoziții dintre care s-a remarcat Constituanta unde era figurat un grup de circa 100 de persoane inexpresive și Gheorghe Tattarescu. Cei doi au fost ignorați de Stăncescu în comentariile critice pe care acesta le-a făcut la acest eveniment. Grigorescu a primit toate elogiile, Stăncescu i-a enumerat toate lucrările expuse și i-a remarcat varietatea motivelor „... de la cea mai umilă floare a câmpului, până la gigantica poemă a figurii umane”. Remarcabilă și plină de adevăr a fost justificarea stilului de execuție, tehnica folosită, totul fiind axat pe demontarea comentariilor așa-zișilor competenți într-ale artelor care scriau în ziare, așa cum era Gion, că Grigorescu nu știa a definitiva o pictură, ci o considera finită în stare de eboșă. Astfel, a spus:
„... Deși dl Grigorescu are o preferință necontestată pentru subiectele câmpenești, aceasta nu-l oprește de a traduce în parte dificila figură umană, tot cu aceeași măiestrie și viață, cu care interpretează restul naturii... Și dacă unii găsesc că detaliurile în unele din capetele ce dl Grigorescu a depins nu sunt îndestul de făcute, aceasta este o chestiune ce are trebuință de explicație.[Execuția (n.r.)]... partea unde dl Grigorescu este poate mai tare... Pentru că obiectele din natură, privite la distanță ordinară la care e obișnuit omul a le privi, pierd o mare parte din amănuntele lor... Artistul neglijează în aparență cutare parte, tocmai spre a face mai simțit triumful celorlalte”.
-- Constantin I. Stăncescu: Conferință ținută la Ateneul Român la 26 februarie 1870, în Eco musicale di Romania 1870
Expunerea de la Ateneu a reverberat în cercurile largi a publicului bucureștean care nu a dat crezare imediată spuselor lui Stăncescu. Mai mulți ani el era categorisit ca un pictor care nu-și termină picturile. Prelegerea lui Stăncescu a fost una stupefiantă în ochii criticilor și istoricilor secolului al XX-lea, care știau că Stăncescu după doar câțiva ani a devenit adevrsarul ireconciliabil al lui Ștefan Luchian căruia îi reproșa aceleași defecte pe care le-a justificat elogios la Grigorescu.
Discursul de la Ateneu a fost publicat în Revista Eco musicale di Romania. Aceasta aparținea lui Alexis Gebauer, cunoscut negustor de muzică din București ce avea și un magazin de instrumente muzicale pe Podul Mogoșoaiei. În prăvălia lui, erau expuse adesea tablouri de vânzare. Nicolae Grigorescu a beneficiat și el de acest mod de legătură cu publicul care se perinda în acele vremuri la promenadă. O dată cu achiziționarea de către stat a lucrării Corturile de țigani la apusul soarelui direct din atelierul artistului cu suma de 3.000 de lei aur, sumă nemaiîntâlnită în România prin cuantumul ei, în lumea consumatorilor de artă s-a petrecut o mare agitație. Aman a comentat verbal clientelismul recompenselor Expoziției din acel an de la Ateneul Român și Cezar Boliac a comentat ce a văzut în atelierul artistului - câteva pânze finisate și mai toate neterminate.
Cu toate că polemica din jurul magazinului cu tablouri și instrumente muzicale Gebauer era în floare, tablourile expuse nu se vindeau. V.a. Urechia văzuse câteva dintre ele în atelierul pictorului dar și la Gebauer.[K] Astfel, el își amintea că în ziua de 17 iulie 1869 văzuse o natură moartă, adusă probabil din Franța, și lucrarea La amândouă le place jocul.[K] Ultima lucrare a fost pusă de Grigorescu ca premiu la loteria pe care a organizat-o în cadrul magazinului, sperând ca afluxul de cumpărători să crească.[L]

## Incertitudini și controverse
- A Referitor la data când Nicolae Grigorescu a sosit în România de la Paris, criticul de artă George Oprescu[9] a fost de părere că C.I. Istrati s-ar fi înșelat când a pomenit faptul că artistul ar fi revenit la București în luna decembrie 1869.[22] Grigorescu ar fi fost prezent la Adunarea Națională din 12 iunie 1869.[9]